# タリク・アンウォー
タリク・アンウォー（Tariq Anwar, 1945年9月21日 - ）は、インド出身のイギリスの編集技師である。

## 人物
1999年の『アメリカン・ビューティー』で英国アカデミー賞編集賞、アカデミー賞編集賞にノミネートされ、前者を受賞した。2010年の『英国王のスピーチ』では再びアカデミー編集賞にノミネートされている。
父ラフィークはペルシャにルーツを持つインド人俳優・監督で、母親はオーストリア出身のユダヤ人であった。タリクはラクナウで生まれニューデリーで育ち、6歳でイギリスに移住した。女優のガブリエル・アンウォーは娘である。

## フィルモグラフィ

### 映画
- 英国万歳! The Madness of King George (1994)
- グロテスク The Grotesque (1995)
- クルーシブル TThe Crucible (1996)
- 鳩の翼 The Wings of the Dove (1997)
- 私の愛情の対象 TThe Object of My Affection (1998)
- 従妹ベット Cousin Bette (1998)
- ムッソリーニとお茶を Tea with Mussolini (1999)
- アメリカン・ビューティー American Beauty (1999)
- センターステージ Center Stage (2000)
- グリーンフィンガーズ Greenfingers (2000)
- フォーカス Focus (2001)
- Alien Love Triangle (2002)
- レオポルド・ブルームへの手紙 Leo (2002)
- シルヴィア Sylvia (2003)
- Stage Beauty (2004)
- American Crude (2005)
- Alpha Male (2006)
- グッド・シェパード The Good Shepherd (2006)
- レボリューショナリー・ロード/燃え尽きるまで Revolutionary Road (2008)
- アザーマン -もう一人の男- The Other Man (2008)
- 完全なる報復 Law Abiding Citizen (2009)
- 英国王のスピーチ The King's Speech (2010)
- われらが背きし者 Our Kind of Traitor (2016)
- ザ・シークレットマン Mark Felt: The Man Who Brought Down the White House (2017)
- あの夜、マイアミで One Night in Miami (2020)

### テレビ
- Oppenheimer (1980) ミニシリーズ
- 青春の城 コビントン・クロス Covington Cross (1992) テレビシリーズ
- ファーザーランド 〜生きていたヒトラー〜 Fatherland (1994) テレビ映画

## 受賞・ノミネート
| 賞           | 年     | 部門   | 作品名                       | 結果       |
| ------------ | ------ | ------ | ---------------------------- | ---------- |
| アカデミー賞 | 1999年 | 編集賞 | 『アメリカン・ビューティー』 | ノミネート |
| アカデミー賞 | 2010年 | 編集賞 | 『英国王のスピーチ』         | ノミネート |